# Krystyna Lemańczyk-Dobrzelak
Krystyna Lemańczyk-Dobrzelak (ur. 21 września 1995 r. w Bydgoszczy) – polska wioślarka, dwukrotna mistrzyni świata U23.
W przeszłości trenowała m.in. pływanie, akrobatykę sportową oraz pięciobój nowoczesny. Ponieważ jej dziadkowie, rodzice i wujek byli wioślarzami, sama również zajęła się tym sportem. Po ukończeniu trzeciej klasy szkoły podstawowej przeprowadziła się wraz z rodzicami do stolicy Polski. Od 2014 roku jest studentką Wyższej Szkoły Edukacji w Sporcie.
W styczniu 2017 roku wyszła za mąż za Patryka Dobrzelaka, a w maju tego samego roku urodziła córkę o imieniu Zofia. Po przerwie macierzyńskiej wróciła do wioślarstwa.

## Wyniki
| Rok  | Zawody                      | Miejsce    | Konkurencja      | Czas             | Pozycja     |
| ---- | --------------------------- | ---------- | ---------------- | ---------------- | ----------- |
| 2013 | Mistrzostwa świata juniorów | Troki      | Czwórka podwójna | Finał B: 7:02,07 | 11. miejsce |
| 2015 | Mistrzostwa świata U23      | Płowdiw    | Czwórka podwójna | Finał A: 6:43,20 | 1. miejsce  |
| 2016 | Mistrzostwa świata U23      | Rotterdam  | Czwórka podwójna | Finał A: 6:19,10 | 1. miejsce  |
| 2018 | Mistrzostwa Europy          | Glasgow    | Dwójka podwójna  | Finał A: 7:05,42 | 6. miejsce  |
| 2018 | Mistrzostwa świata          | Płowdiw    | Dwójka podwójna  | Finał B: 6:51,97 | 8. miejsce  |
| 2019 | Mistrzostwa Europy          | Lucerna    | Dwójka podwójna  | Finał B: 7:10,50 | 12. miejsce |
| 2019 | Mistrzostwa świata          | Ottensheim | Dwójka podwójna  | Finał C: 7:00,05 | 13. miejsce |